# Rens van Eijden
Rens van Eijden ('s-Hertogenbosch, 3 maart 1988) is een Nederlandse voormalig voetballer die doorgaans als verdediger speelde. Hij stopte in mei 2022, als speler van N.E.C. met voetballen.

## Clubcarrière

### PSV
Van Eijden speelde als pupil bij RKSV Margriet, uit Oss. In 1999 ging van Van Eijden naar PSV, waar hij de hele jeugdopleiding doorliep vanaf de D-jeugd. Van Eijden debuteerde er op woensdag 11 april 2007 in het eerste elftal, in de Champions League-wedstrijd tegen Liverpool op Anfield. Dat zou de enige wedstrijd blijven voor PSV in dat seizoen. In het seizoen 2007/08 speelde Van Eijden geen wedstrijden voor PSV, maar werd hij na de winterstop van 2008 definitief overgeheveld naar de selectie als vervanger van de naar Fiorentina vertrokken Manuel da Costa. Hij zou wel zijn wedstrijden spelen voor Jong PSV, maar was officieel lid van de selectie. In april 2008 tekende Van Eijden een contract dat hem tot 2011 aan PSV verbond. PSV verhuurde Van Eijden op 29 augustus aan Willem II, met als doel zich daar te ontwikkelen. 

### N.E.C.
Na één jaar daar gespeeld te hebben, vertrok hij definitief, naar N.E.C. In het seizoen 2011/12 werd hij verkozen tot N.E.C.-speler van het seizoen. In mei 2012 werd zijn contract verlengd tot medio 2016. Op zondag 11 mei 2014 degradeerde hij met N.E.C. naar de Eerste divisie, nadat Sparta Rotterdam in de play-offs over twee wedstrijden te sterk bleek voor de ploeg van toenmalig coach Anton Janssen. Als aanvoerder van het nieuwe N.E.C. werd Van Eijden het seizoen daarop kampioen van de Jupiler League.
In januari 2016 leek Van Eijden, met een aflopend contract in de zomer van 2016 bij N.E.C. in het vooruitzicht, te vertrekken naar Dinamo Moskou. Nadat hij de medische keuring had doorstaan en N.E.C. twee vervangers had aangekocht, kwam de Russische club echter met aanvullende eisen, waardoor N.E.C. en Van Eijden besloten de deal af te blazen. Met 33 als nieuw rugnummer kwam Van Eijden terug bij N.E.C. om daar het seizoen af te maken.

### AZ
Van Eijden tekende in april 2016 een contract tot medio 2020 bij AZ. Hij maakte het seizoen af bij N.E.C. en stapte vervolgens transfervrij over. Hij werd in twee seizoenen nooit basisspeler en kwam tot veertig wedstrijden voor de Alkmaarders.

### Terug bij N.E.C.
Van Eijden tekende in augustus 2018 een contract tot medio 2021, met een optie voor nog een jaar extra, bij N.E.C. Hij keerde na twee seizoenen bij AZ weer terug bij de Nijmegenaren. Op 17 augustus 2018 maakte hij tijdens de eerste speelronde zijn rentree voor N.E.C. in de thuiswedstrijd tegen SC Cambuur. N.E.C. eindigde dat seizoen als negende en werd in de play-offs om promotie verslagen door RKC Waalwijk. Zelf speelde Van Eijden dat seizoen maar 16 wedstrijden, door een knieblessure. Het seizoen erop, dat niet werd afgemaakt door corona, kwam N.E.C. opnieuw niet in de buurt van de bovenste plekken.
Op 23 mei 2021 keerde Van Eijden met N.E.C. terug naar de Eredivisie, door in de finale van de play-offs NAC Breda met 1-2 te verslaan. Van Eijden was redelijk blessurevrij en kwam tot 31 wedstrijden. Maar die zomer raakte Van Eijden op een training ernstig geblesseerd. Hij scheurde zijn kruisband, waardoor hij zeker zes maanden aan de kant stond. Op 23 april 2022 maakte hij zijn rentree, in de met 0-1 verloren thuiswedstrijd tegen AFC Ajax. Een paar dagen daarvoor had hij bekendgemaakt dat hij na dit seizoen zou stoppen met voetballen. In de laatste speelronde tegen Fortuna Sittard vielen Edgar Barreto, die ook zou stoppen, en Van Eijden vijf minuten voor het einde van de wedstrijd in. Deze publiekswissel betekende de laatste speelminuten voor Van Eijden in zijn carrière. Hij speelde in totaal 283 wedstrijden voor N.E.C., waarmee hij net buiten de toptien valt van spelers met meeste wedstrijden voor N.E.C..

## Clubstatistieken
| Seizoen | Club      | Competitie     | Competitie | Competitie | Beker | Beker | Internationaal | Internationaal | Overig | Overig | Totaal | Totaal |
| Seizoen | Club      | Competitie     | Wed.       | Dlp.       | Wed.  | Dlp.  | Wed.           | Dlp.           | Wed.   | Dlp.   | Wed.   | Dlp.   |
| ------- | --------- | -------------- | ---------- | ---------- | ----- | ----- | -------------- | -------------- | ------ | ------ | ------ | ------ |
| 2006/07 | PSV       | Eredivisie     | 0          | 0          | 0     | 0     | 1              | 0              | 0      | 0      | 1      | 0      |
| 2007/08 | PSV       | Eredivisie     | 0          | 0          | 0     | 0     | 0              | 0              | 0      | 0      | 0      | 0      |
| 2008/09 | Willem II | Eredivisie     | 25         | 2          | 2     | 0     | —              | —              | 0      | 0      | 27     | 2      |
| 2009/10 | N.E.C.    | Eredivisie     | 23         | 0          | 4     | 1     | —              | —              | 0      | 0      | 27     | 1      |
| 2010/11 | N.E.C.    | Eredivisie     | 14         | 0          | 1     | 0     | —              | —              | 0      | 0      | 15     | 0      |
| 2011/12 | N.E.C.    | Eredivisie     | 27         | 1          | 3     | 0     | —              | —              | 1      | 0      | 31     | 1      |
| 2012/13 | N.E.C.    | Eredivisie     | 34         | 1          | 1     | 0     | —              | —              | 0      | 0      | 35     | 1      |
| 2013/14 | N.E.C.    | Eredivisie     | 29         | 3          | 5     | 0     | —              | —              | 2      | 0      | 36     | 3      |
| 2014/15 | N.E.C.    | Eerste divisie | 37         | 3          | 3     | 0     | —              | —              | 0      | 0      | 40     | 3      |
| 2015/16 | N.E.C.    | Eredivisie     | 25         | 0          | 3     | 0     | —              | —              | 0      | 0      | 28     | 0      |
| 2016/17 | AZ        | Eredivisie     | 23         | 0          | 5     | 0     | 9              | 0              | 0      | 0      | 37     | 0      |
| 2017/18 | AZ        | Eredivisie     | 3          | 0          | 0     | 0     | 0              | 0              | 0      | 0      | 3      | 0      |
| 2017/18 | Jong AZ   | Eerste divisie | 13         | 0          | 0     | 0     | —              | —              | 0      | 0      | 13     | 0      |
| 2018/19 | N.E.C.    | Eerste divisie | 16         | 2          | 0     | 0     | —              | —              | 0      | 0      | 16     | 2      |
| 2019/20 | N.E.C.    | Eerste divisie | 21         | 2          | 1     | 0     | —              | —              | 0      | 0      | 22     | 2      |
| 2020/21 | N.E.C.    | Eerste divisie | 27         | 2          | 1     | 0     | 0              | 0              | 3      | 0      | 31     | 2      |
| 2021/22 | N.E.C.    | Eredivisie     | 2          | 0          | 0     | 0     | 0              | 0              | 0      | 0      | 2      | 0      |
| Totaal  | Totaal    | Totaal         | 319        | 16         | 29    | 1     | 10             | 0              | 6      | 0      | 364    | 17     |

Bijgewerkt op 15 mei 2022

## Erelijst
N.E.C.
- Kampioen Eerste divisie

2014/15